# Erimacrus
Erimacrus is een geslacht van kreeftachtigen uit de klasse van de Malacostraca (hogere kreeftachtigen).

## Soort
- Erimacrus isenbeckii (J. F. Brandt, 1848)